# کتاب‌شناسی گئورگی دیمیتروف
کتاب‌شناسی گئورگی دیمیتروف (به انگلیسی: Georgi Dimitrov bibliography)، فهرست آثار گئورگی دیمیتروف (۱۸ ژوئن ۱۸۸۲–۲ ژوئیه ۱۹۴۹) سیاستمدار کمونیست است که اولین رهبر  بلغارستان در سالهای ۱۹۴۹-۱۹۴۶ بود. دیمیتروف از سال ۱۹۳۴ تا ۱۹۴۳ کمینترن (انترناسیونال کمونیستی) را  زیر نظر ژوزف استالین رهبری کرد. او نظریه‌پرداز سرمایه‌داری بود و با این استدلال ایده‌های ولادیمیر لنین را گسترش می داد. دیکتاتوری فاشیسم از ارتجاعی‌ترین عناصر سرمایه‌داری مالی بود.
کتاب‌شناسی حاضر شامل منتخبی از نوشته‌ها و سخنرانی‌های اوست.

## نوشته‌های منتخب

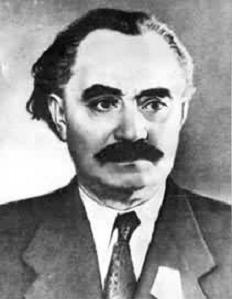
دیمیتروف در دهه ۱۹۳۰

| نوشتن                                                 | سال  | متن     |
| ----------------------------------------------------- | ---- | ------- |
| پس از اول ماه مه                                      | ۱۹۰۶ | انگلیسی |
| نیاز اتحادیه‌های کارگری در بلغارستان و سازمان آنها     | ۱۹۰۷ | انگلیسی |
| توسعه اقتصادی بلغارستان                               | ۱۹۱۰ | انگلیسی |
| قطعنامه بوداپست                                       | ۱۹۱۱ | انگلیسی |
| به سوی وحدت!                                          | ۱۹۱۴ | انگلیسی |
| در مقابل اعتبارات نظامی                               | ۱۹۱۴ | انگلیسی |
| اهمیت دومین کنفرانس بالکان                            | ۱۹۱۵ | انگلیسی |
| ملت‌های کوچک                                           | ۱۹۱۷ | انگلیسی |
| راه راست                                              | ۱۹۱۸ | انگلیسی |
| ببخشید ولی عفو                                        | ۱۹۱۸ | انگلیسی |
| لنین به کارگران در اروپا و آمریکا                     | ۱۹۱۹ | انگلیسی |
| وظایف اتحادیه‌های کارگری                               | ۱۹۲۰ | انگلیسی |
| سومین سالگرد انقلاب روسیه                             | ۱۹۲۰ | انگلیسی |
| جبهه کارگران متحد                                     | ۱۹۲۳ | انگلیسی |
| پنج سال: حزب کمونیست بلغارستان و انترناسیونال کمونیست | ۱۹۲۴ | انگلیسی |
| جنگ اروپا و جنبش کارگری در بالکان                     | ۱۹۲۴ | انگلیسی |
| دیمیتروف مقابل گوبلز                                  | ۱۹۳۳ | انگلیسی |
| تهاجم فاشیست و وظایف انترناسیونال کمونیستی            | ۱۹۳۵ | انگلیسی |
| وحدت طبقه کارگر علیه فاشیسم                           | ۱۹۳۵ | انگلیسی |
| جوانان علیه فاشیسم                                    | ۱۹۳۵ | انگلیسی |
| جبهه خلق                                              | ۱۹۳۵ | انگلیسی |
| فاشیسم جنگ است!                                       | ۱۹۳۷ | انگلیسی |
| یادداشت‌ها در مورد مسأله چین                           | ۱۹۳۷ | انگلیسی |
| اعلامیه سیاست دولت جبهه میهن جدید                     | ۱۹۴۶ | انگلیسی |
| سخنرانی پایانی پیش از پنجمین کنگره BCP                | ۱۹۴۸ | انگلیسی |

## سخنرانی‌ها
| سخن، گفتار                | سال  | رونوشت  |
| ------------------------- | ---- | ------- |
| سخنرانی در مورد مسأله چین | ۱۹۳۶ | انگلیسی |
| سخنرانی در مورد مسأله چین | ۱۹۳۷ | انگلیسی |

## همچنین ببینید
- کتاب‌شناسی مارکسیستی